# Distrito senatorial de Arecibo III

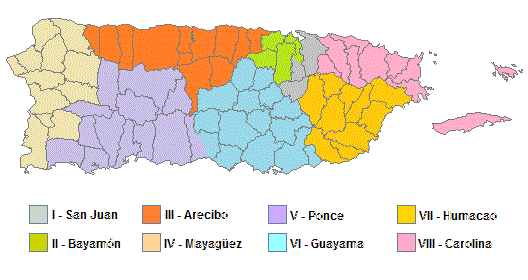
Mapa de los distritos senatoriales de Puerto Rico

El Distrito senatorial de Arecibo III es uno de los ocho distritos senatoriales de Puerto Rico. Actualmente es representado por Elizabeth Rosa Vélez y Rubén Soto Rivera (ambos del Partido Popular Democrático).

## Perfil del distrito
En distribuciones anteriores, el territorio cubierto por el Distrito Senatorial III ha cambiado. En 1983, el Distrito incluía los municipios de Isabela y Morovis . En la redistribución de 1991, Isabela fue asignada al Distrito de Mayagüez y Morovis al Distrito de Guayama. Mientras tanto Toa Alta fue asignado al distrito.
En la redistribución de 2002, Morovis fue reasignado al distrito mientras que Toa Alta fue reasignado al Distrito de Bayamón. Para la redistribución de 2022, el distrito cedió el municipio de Ciales al Distrito de Ponce.

## Senadores
| Elección | Senador | Senador                 | Partido                     | Senador                      | Senador                        | Partido                     |
| -------- | ------- | ----------------------- | --------------------------- | ---------------------------- | ------------------------------ | --------------------------- |
| 1992     |         | Norma L. Carranza       | Partido Nuevo Progresista   |                              | Víctor Marrero Padilla "Búho"  | Partido Nuevo Progresista   |
| 1996     |         | Norma L. Carranza       | Partido Nuevo Progresista   |                              | Víctor Marrero Padilla "Búho"  | Partido Nuevo Progresista   |
| 2000     |         | Maribel                 | Partido Popular Democrático |                              | Rafael (Rafy) Rodríguez Vargas | Partido Popular Democrático |
| 2004     |         | José Emilio González    | Partido Nuevo Progresista   |                              | Víctor David Loubriel          | Partido Nuevo Progresista   |
| 2004     |         | José Emilio González    | Partido Nuevo Progresista   | Pedro Juan Rosselló González | Partido Nuevo Progresista      |                             |
| 2008     |         | José Emilio González    | Partido Nuevo Progresista   | Chayanne Martínez            | Partido Nuevo Progresista      |                             |
| 2012     |         | José (Joito) Pérez Rosa | Partido Nuevo Progresista   | Chayanne Martínez            | Partido Nuevo Progresista      |                             |
| 2016     |         | José (Joito) Pérez Rosa | Partido Nuevo Progresista   | Chayanne Martínez            | Partido Nuevo Progresista      |                             |
| 2020     |         | Elizabeth Rosa Vélez    | Partido Popular Democrático |                              | Rubén Soto Rivera              | Partido Popular Democrático |
| 2024     |         | Brenda Pérez Soto       | Partido Nuevo Progresista   |                              | Gabriel (Gaby) González        | Partido Nuevo Progresista   |

## Resultados Electorales
|  | 19.20 % |

|  | 19.00 % |

|  | 18.98 % |

|  | 18.97 % |

|  | 6.56 % |

|  | 5.69 % |

|  | 5.34 % |

|  | 3.75 % |

|  | 2.50 % |

|  | 100 % |

|  | 27.38 % |

|  | 27.38 % |

|  | 20.32 % |

|  | 20.30 % |

|  | 2.34 % |

|  | 2.29 % |

|  | 100 % |

|  | 24.62 % |

|  | 24.57 % |

|  | 24.01 % |

|  | 23.58 % |

|  | 1.16 % |

|  | 1.13 % |

|  | 0.39 % |

|  | 0.54 % |

|  | 100 % |